# Барська міська територіальна громада
Барська міська громада — територіальна громада в Україні, у Жмеринському районі Вінницької області. Адміністративний центр — місто Бар.
Площа громади — 35,05 км², населення — 16 697 мешканців (2018).
Утворена 7 вересня 2016 року шляхом об'єднання Барської міської ради та Антонівської сільської ради Барського району.
12 червня 2020 року Барська міська громада утворена у складі Барської міської та Антонівської, Балківської, Войнашівської, Гаївської, Гермаківської, Гулівської, Мальчовецької, Журавлівської, Івановецької, Комаровецької, Кузьминецької, Луко-Барської, Мальчовецької, Матейківської, Мигалівецької, Митківської, Підлісноялтушківської, Терешківської, Ходацької, Чемериської, Ялтушківської сільських рад Барського району.

## Населені пункти
До складу громади входять 1 місто (Бар), 6 селищ: (Бар, Діброва, Івановецьке, Котова, Лугове. Слобода) і 63 села: Адамівка, Антонівка, Балки, Біличин, Борщі, Бригидівка, Буцні, Васютинці, Войнашівка, Гавришівка, Гайове, Гармаки, Глинянка, Голубівка, Горяни, Гулі, Журавлівка, Заможне, Затоки, Зоряне, Іванівці, Йосипівці, Каноницьке, Квітка, Киянівка, Козарівка, Колосівка, Комарівці, Кузьминці, Лука-Барська, Лядова, Мальчівці, Мартинівка, Матейків, Мигалівці, Мирне, Митки, Міжлісся, Мурашка, Окладне, Павлівка, Пилипи, Підлісний Ялтушків, Пляцина, Регентівка, Семенки, Сеферівка, Слобода-Гулівська, Слобода-Ходацька, Слобода-Ялтушківська, Стасюки, Степанки, Терешки, Трудолюбівка,  Ходаки, Чемериси-Барські, Чемериське, Черешневе, Шевченка, Шершні, Широке, Шпирки, Ялтушків.

## Галерея

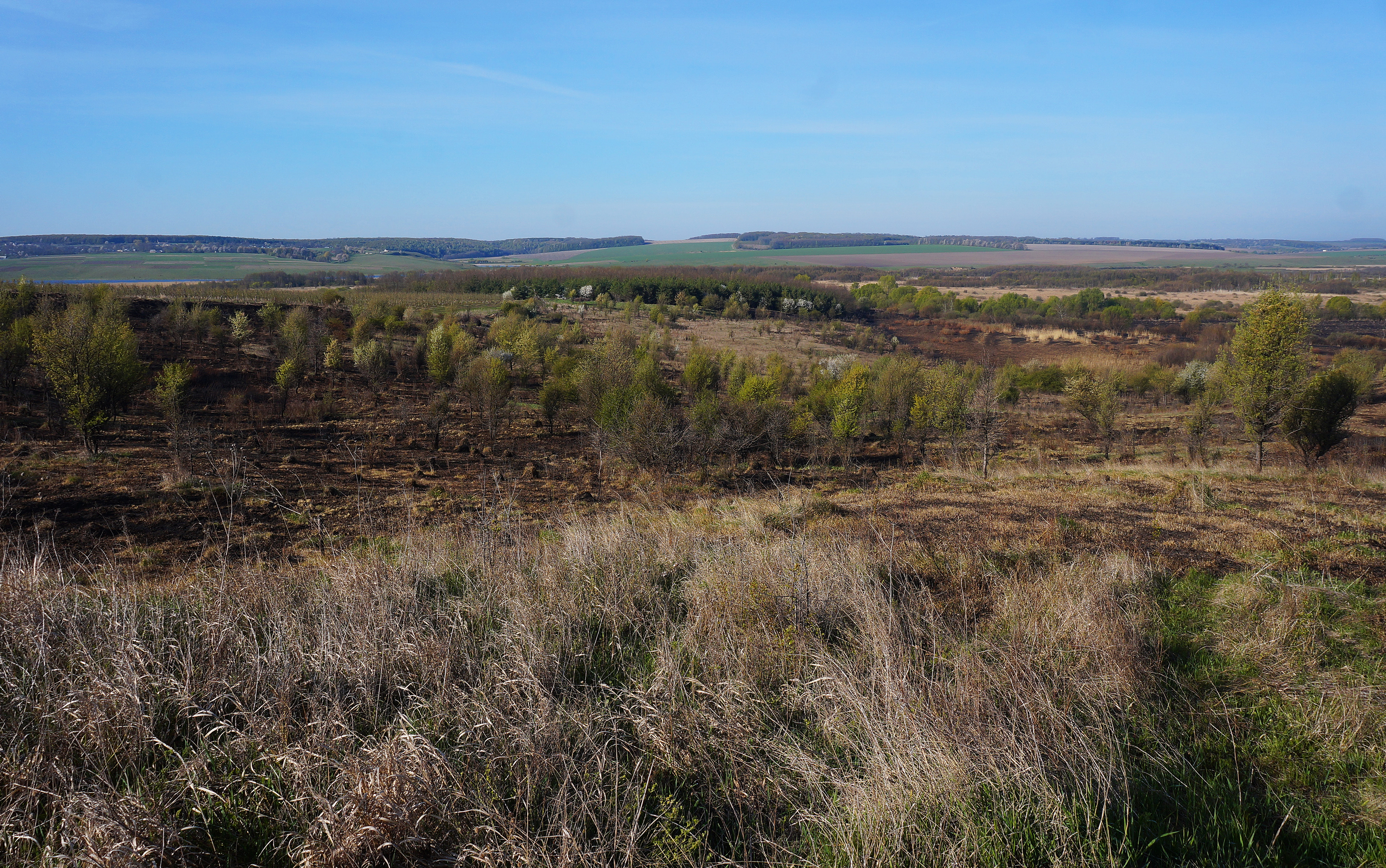
Урочище «Шиянецьке» (ботанічний заказник)
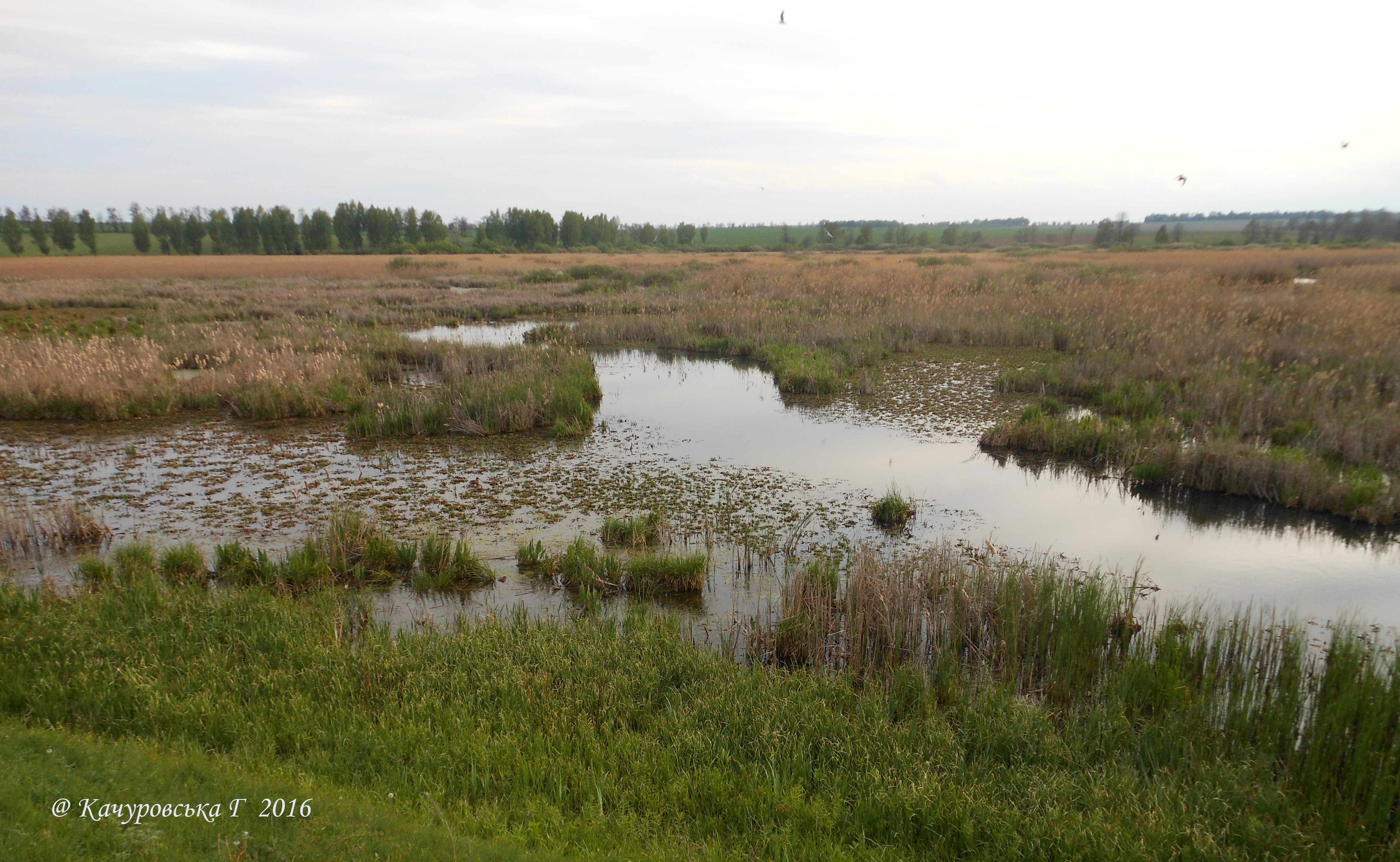
Колонія сірих чапель (зоологічна пам'ятка природи)
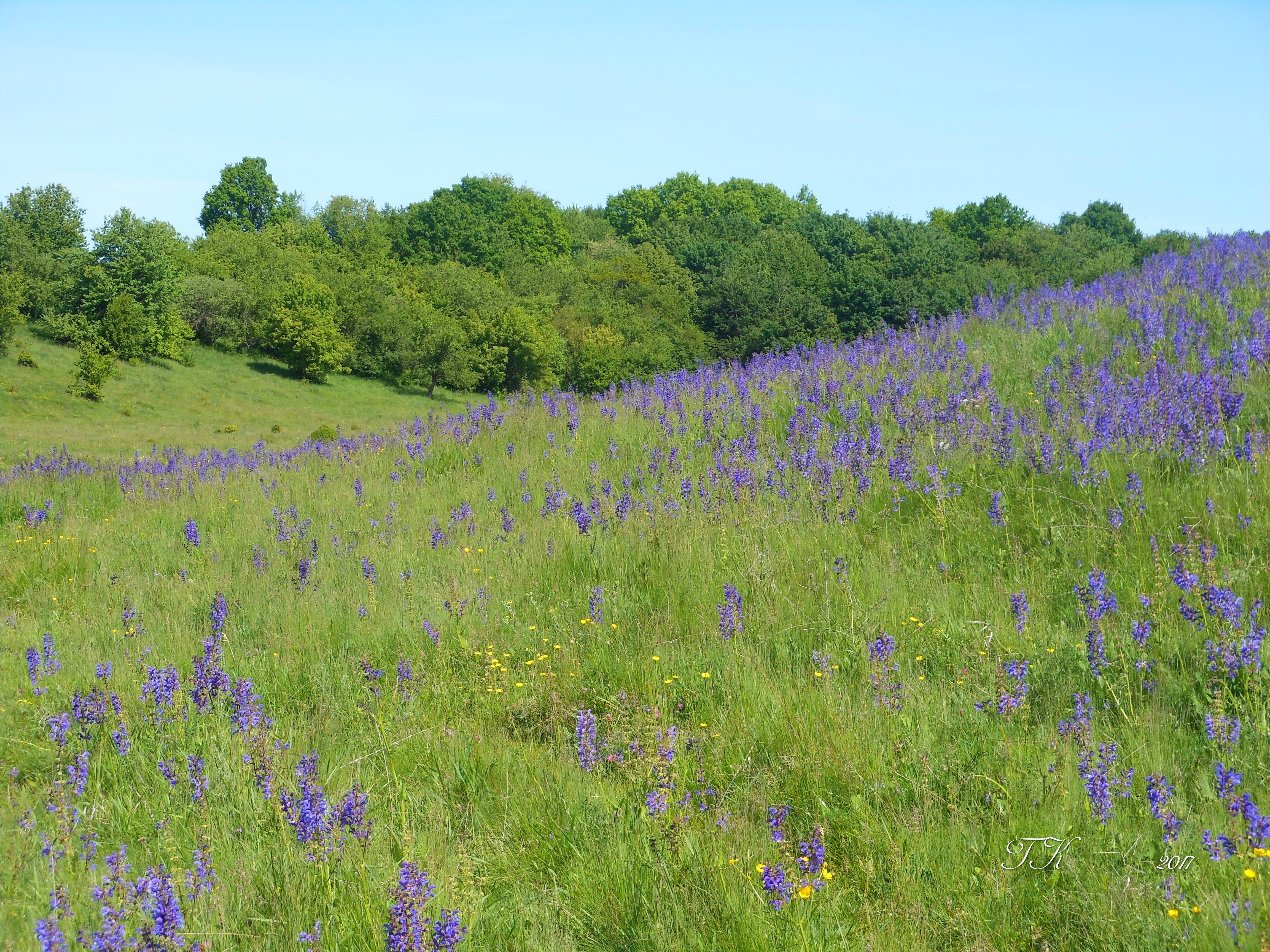
Заповідне урочище «Жолоби»
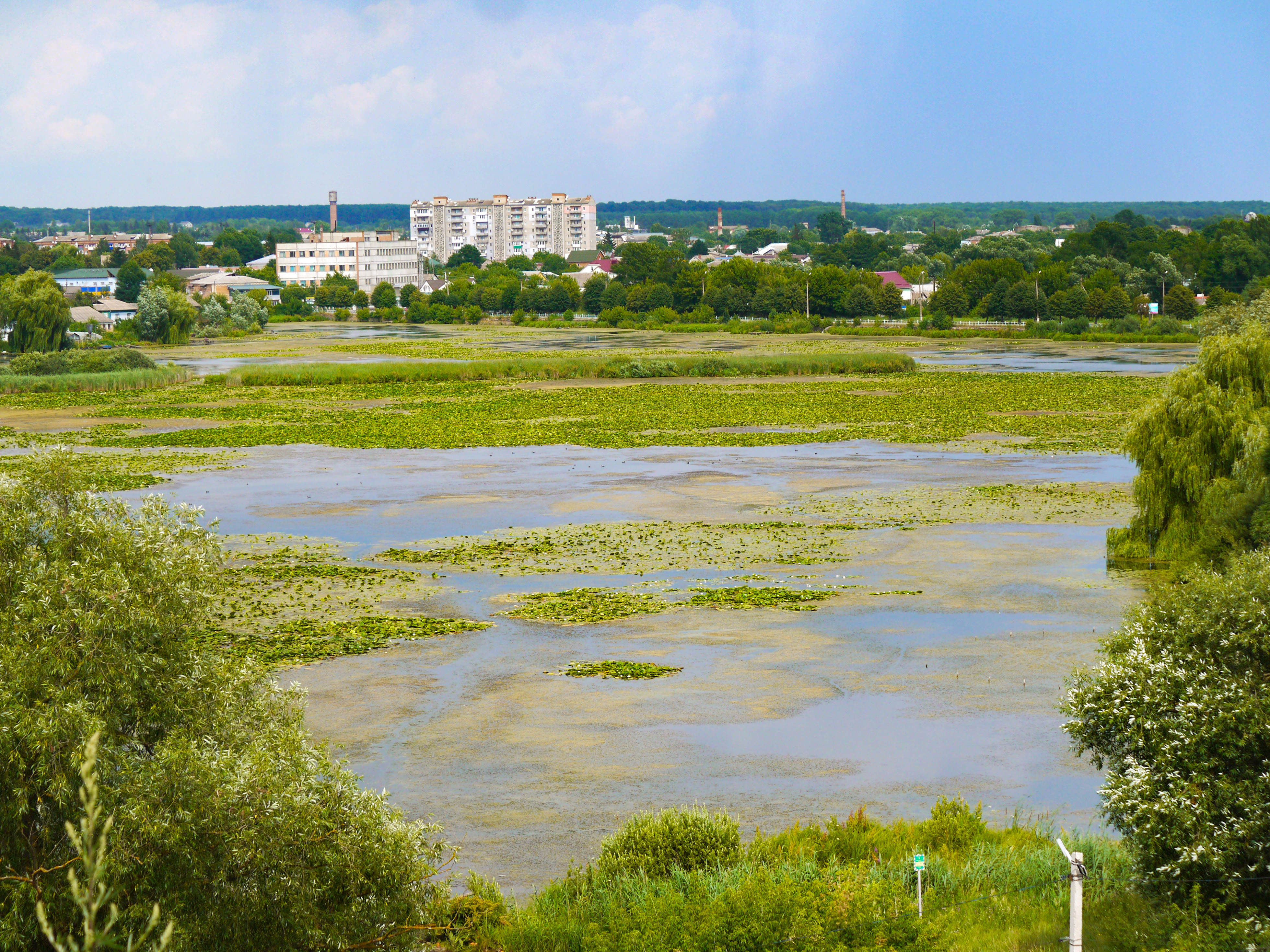
Барський орнітологічний заказник